# Asterocampa ocellata
Asterocampa ocellata är en fjärilsart som beskrevs av Edwards 1876. Asterocampa ocellata ingår i släktet Asterocampa och familjen praktfjärilar. Inga underarter finns listade i Catalogue of Life.